# Голковиці-Гурні
Голковиці-Гурні (пол. Gołkowice Górne) — село в Польщі, у гміні Старий Сонч Новосондецького повіту Малопольського воєводства.
Населення — 931 особа (2011).
У 1975-1998 роках село належало до Новосондецького воєводства.

## Демографія
Демографічна структура станом на 31 березня 2011 року:
|          | Загалом | Допрацездатний вік | Працездатний вік | Постпрацездатний вік |
| -------- | ------- | ------------------ | ---------------- | -------------------- |
| Чоловіки | 450     | 118                | 291              | 41                   |
| Жінки    | 481     | 116                | 288              | 77                   |
| Разом    | 931     | 234                | 579              | 118                  |